# 안트라코테리움
안트라코테리움(학명: Anthracotherium)은 하마·고래와 같은 경하마형아목에 속하는 현재 멸종한 신생대 우제류 무리이다. 이름은 석탄을 뜻하는 그리스어 안트라스(그리스어: ἄνθραξ)와 짐승을 뜻하는 테리움(그리스어: θηρίον)이 합쳐진 것이다. 이빨 44개, 윗어금니 치관에 있는 초승달형 모서리 5개가 특징적이다. 에오세부터 마이오세까지 이르는 시기에 걸쳐 유라시아에 서식했다.